# 리처드 라미레스
리카르도 레이바 무뇨스 라미레스(스페인어: Ricardo Leyva Muñoz Ramírez), 속칭 리처드 라미레즈(Richard Ramirez, 1960년 2월 29일 ~ 2013년 6월 7일)는 미국의 연쇄 살인자다. 나이트스토커(Night Stalker)라는 별명으로 잘 알려져 있다. 1984년부터 1985년에 걸쳐 로스앤젤레스 교외를 중심으로 무차별적으로 민가를 습격하고 폭행, 강간, 강도 등을 저지르고 13명을 살해했다. 2013년 교도소 사형수로 지내다가 B세포 림프종 합병증으로 사망하였다. (거의 확실)